# Слободка (Киржачский район)
Слободка — деревня в Киржачском районе Владимирской области России, входит в состав Горкинского сельского поселения.

## География
Деревня расположена в 15 километрах на восток от центра поселения посёлка Горка и в 14 километрах на север от райцентра города Киржач.

## История
По сотной выписи 1562 года в Тутолминой слободке значилась церковь Рождества Христова, двор монастырский, двор скоцкий, 22 двора крестьянских и 1 пустой. Эта слободка была вотчиной Михаила и Захара Васильевых Тутолминых. В описи 1725 года Тутолмина слободка названа уже сельцом и церкви в ней не показано.
В XIX — начале XX века деревня входила в состав Жердевской волости Покровского уезда, с 1926 года — в составе Киржачской волости Александровского уезда. В 1859 году в деревне числилось 48 дворов, в 1905 году — 63 двора, в 1926 году — 75 дворов.
С 1929 года деревня являлась центром Слободского сельсовета Киржачского района, с 1971 года — в составе Илькинского сельсовета, с 2005 года — в составе Горкинского сельского поселения.

## Население
| 1859 | 1905 | 1926 | 2002 | 2010 | 2021 |
| ---- | ---- | ---- | ---- | ---- | ---- |
| 293  | ↗399 | ↘372 | ↘18  | ↘17  | ↘4   |